# Герб Кишертского района
Герб Кишертского района — официальный символ Кишертского района Пермского края Российской Федерации.
Ныне действующий герб Кишертского района утверждён решением Земского Собрания Кишертского муниципального района от 26 февраля 2009 года № 380 «Об утверждении Положения о Гербе и Флаге Кишертского муниципального района» и внесён в Государственный геральдический регистр Российской Федерации с присвоением регистрационного № 4790.

## Геральдическое описание герба
В зеленом поле широкая волнистая серебряная левая перевязь, сопровождаемая нижней половиной узкой волнистой серебряной правой перевязи и, вверху справа, выходящим из угла щита на четверть золотым солнцем (без изображения лица). Щит увенчан муниципальной короной установленного образца.

## Символика
- Зелёный цвет поля щита означает, что основным занятием жителей района с давних времен было земледелие, сельское хозяйство.
- Соединение двух волнистых перевязей указывает на место слияния двух рек: Сылвы и Кишертки, где был основан в XVII веке центр района — село Усть-Кишерть.
- Выходящее золотое солнце символизирует восточное расположение территории района в Пермском крае.
- Зелёный цвет символизирует жизнь, изобилие, возрождение.
- Серебро — символ чистоты, совершенства, мудрости, благородства, мира, взаимосотрудничества.
- Золото — прочность, величие, великодушие, богатство.

## История
Решением Земского Собрания Кишертского района от 25 декабря 2002 года № 114 «О гербе Кишертского района» был утверждён герб района.